# Le Chat (IA)
Pour les articles homonymes, voir Le Chat.
Le Chat est un agent conversationnel (chatbot) développé par Mistral AI.

## Historique
Le Chat, prononcé comme l'animal, est un robot conversationnel développé en France par Mistral AI, et lancé le 26 février 2024.
Le 16 janvier 2025, l'AFP et Mistral officialisent un accord qui permet au Chat d'utiliser toutes les dépêches de l'AFP publiées depuis 1983, soit 38 millions de dépêches à la signature du contrat.
Depuis le 6 février 2025, Le Chat est disponible en application mobile et en ligne. La formule payante du service est ajoutée dans les offres de Free Mobile pour accélérer son lancement,. En mai 2025, Le Chat lance son offre destinée aux entreprises (Le Chat Enterprise).